# بوستوبایوو
بوستوبایوو (: Bustubayevo) یک شهرک در شهرستان کوگارچینسکی جمهوری باشقیرستان در کشور روسیه است.